# Gunnar Bergsten
Gunnar Bergsten (3. januar 1920 i Malmø, Sverige – 25. juni 1998) var en dansk atlet og skovrider.
Bergsten kom til Danmark som 5-årig i 1925 og blev dansk statsborger 1939. Han begynde med atletik i Københavns IF som 14-årig i 1934 og forblev i klubben hele karrieren. Sit store gennembrud fik han 1942 hvor han blev dansk mester på 400 meter, 800 meter, femkamp og 4 x 100 meterløb og satte danske rekorder på 1500 meter, 1 mile, 1000 meter stafet og i femkamp. 1943 nåede han en 3. plads på verdensranglisten på 800 meter med tiden 1.49.7, listen toppedes af klubkammeraten Niels Holst-Sørensen.
Bergsten vandt seks individuelle danske mesterskaber og otte i stafetløb Han satte fem individuelle danske rekorder og tre i stafet. Han deltog i otte landskampe. Han sluttede efter en fjerde plads på 4 x 400 meter på EM i Oslo 1946 sin aktive idrætskarriere for arbejdet som skovrider i Nordsjælland, kun 26 år gammel.
Bergsten arbejdede som skovrider i Julebækhus i perioden fra 1959 til 1989, hvorefter han gik på pension. Han har skrevet bogen; Skovene omkring Helsingør.

## Internationale mesterskaber
- 1946 EM 4x 400 meter 3.15,4 4. plads Hold: Herluf Christensen, Knud Greenfort, Gunnar Bergsten og Niels Holst-Sørensen

## Danske mesterskaber
- Sølv 1945 Længdespring
- Sølv 1944 Femkamp
- Sølv 1943 400 meter
- Sølv 1943 800 meter
- Guld 1942 Femkamp
- Guld 1942 400 meter
- Guld 1942 800 meter
- Guld 1941 800 meter
- Bronze 1941 400 meter

## Danske rekorder
- 1500 meter: 3.55.2 1942
- 1 mile: 4.15.6 København 11. september 1942
- Femkamp: 3339p 1942 (6.47-45.58-23.0-29.70-4.07.0)
- 1000 meter stafet: 1942

## Personlige rekorder
- 100 meter: 11.3 1940
- 200 meter: 23.0, 1942
- 400 meter: 49.4 1942
- 800 meter: 1.49.0 1943
- 1000 meter: 2.27.8 1942
- 1500 meter: 3.55.2 København 25. september 1942
- 1 mile: 4.15.6 København 11. september 1942
- Højdespring: 1.70 1939
- Længdespring: 6.92 Østerbro Stadion 1. august 1945
- Femkamp: 3339p 1942 (6.47-45.58-23.0-29.70-4.07.0)